# Малая Северная (приток Большой Чёрной)
Малая Северная — река в Томской области России. Устье реки находится в 42 км по левому берегу реки Большая Чёрная, в сотне метров от стыка трёх областей — Томской, Новосибирской и Кемеровской. Длина реки составляет 16 км.

## Данные водного реестра
По данным государственного водного реестра России относится к Верхнеобскому бассейновому округу, водохозяйственный участок реки — Томь от города Кемерово и до устья, речной подбассейн реки — Томь. Речной бассейн реки — (Верхняя) Обь до впадения Иртыша.